# Ernst Ferdinand Wimmer
Ernst Ferdinand Wimmer (* 29. August 1869 in Annaberg (Erzgebirge); † 15. Januar 1946 in Dresden) war ein deutscher Jurist und Amtshauptmann.

## Leben und Wirken

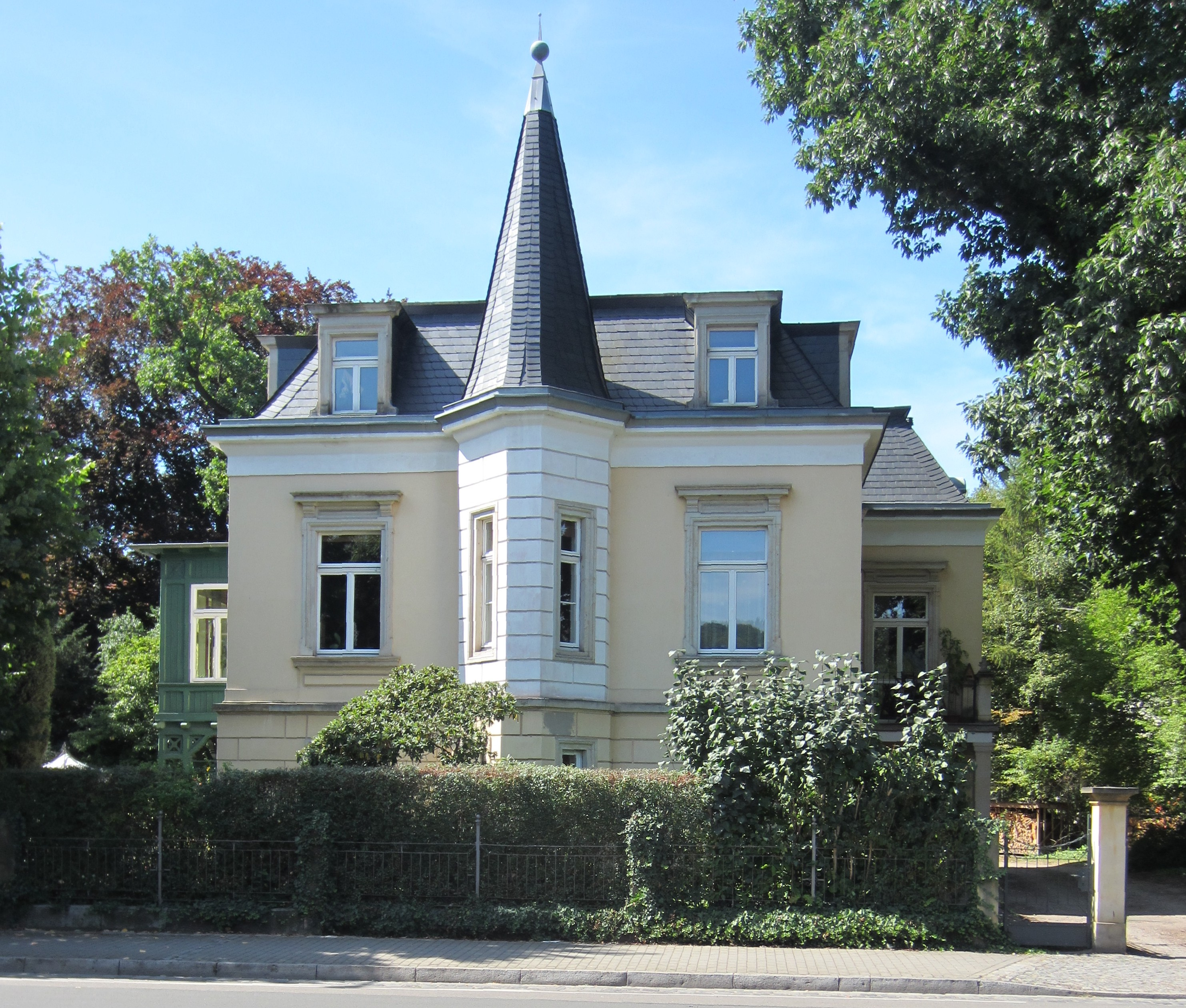
Wohn- und Sterbehaus von Ernst Ferdinand Wimmer in Dresden, Tolkewitzer Str. 54

Er war der Sohn des Kaufmanns und Kommerzienrates Woldemar Wimmer. Nach dem Schulbesuch studierte er Rechtswissenschaften und promovierte zum Dr. jur.
Wimmer war zunächst als Regierungsrat bei der Amtshauptmannschaft Dresden-Altstadt tätig und wurde am 1. Juli 1910 als Hilfsarbeiter in das Sächsische Ministerium des Innern versetzt. Mit Wirkung vom 1. Januar 1911 wurde er zum Amtshauptmann der Amtshauptmannschaft Schwarzenberg ernannt. Seine feierliche Diensteinweisung in der Bürgerschule mit anschließendem Festmahl im Ratskeller Schwarzenberg fand am 3. Januar 1911 statt. Er blieb bis 1919 dort im Amt und ging dann nach Dresden zurück, wo er zum Ministerialrat im Ministerium des Innern ernannt wurde.